# Telit
Telit Communications Limited è un'azienda specializzata nella tecnologia radio machine to machine (M2M) e nei servizi a valore aggiunto tra cui cloud, connettività e PaaS Application Enablement Services. L'azienda opera inoltre tramite altre due business unit: Telit Services e Telit IoT Platforms and Solutions. È membro dell'Istituto europeo per le norme di telecomunicazione (ETSI).
Le sedi di Telit si trovano a Londra, con sedi regionali in EMEA (Trieste e Cagliari, Italia), America (Raleigh, Carolina del Nord, California), America Latina (San Paolo, Brasile) e APAC (Seul, Corea). L'azienda ha una rete di uffici di vendita che si trovano in: Australia, Brasile, Cina, Danimarca, Germania, Francia, India, Israele, Italia, Corea, Russia, Spagna, Sudafrica, Taiwan, Turchia, Regno Unito, Stati Uniti.
Telit ha introdotto il modulo con ball-grid-array (BGA), i concetti di "Family" e "Unified-Form-Factor" (moduli differenti con differenti tecnologie offrono lo stesso footprint ed essendo pin to pin compatibili possono essere intercambiabili) e il più piccolo modulo ricevitore GPS. L'azienda produce prodotti per telefonia cellulare, short-range, e GNSS. I suoi prodotti sono disponibili in circa 80 Paesi, commercializzati da 35 uffici vendite.

## Storia

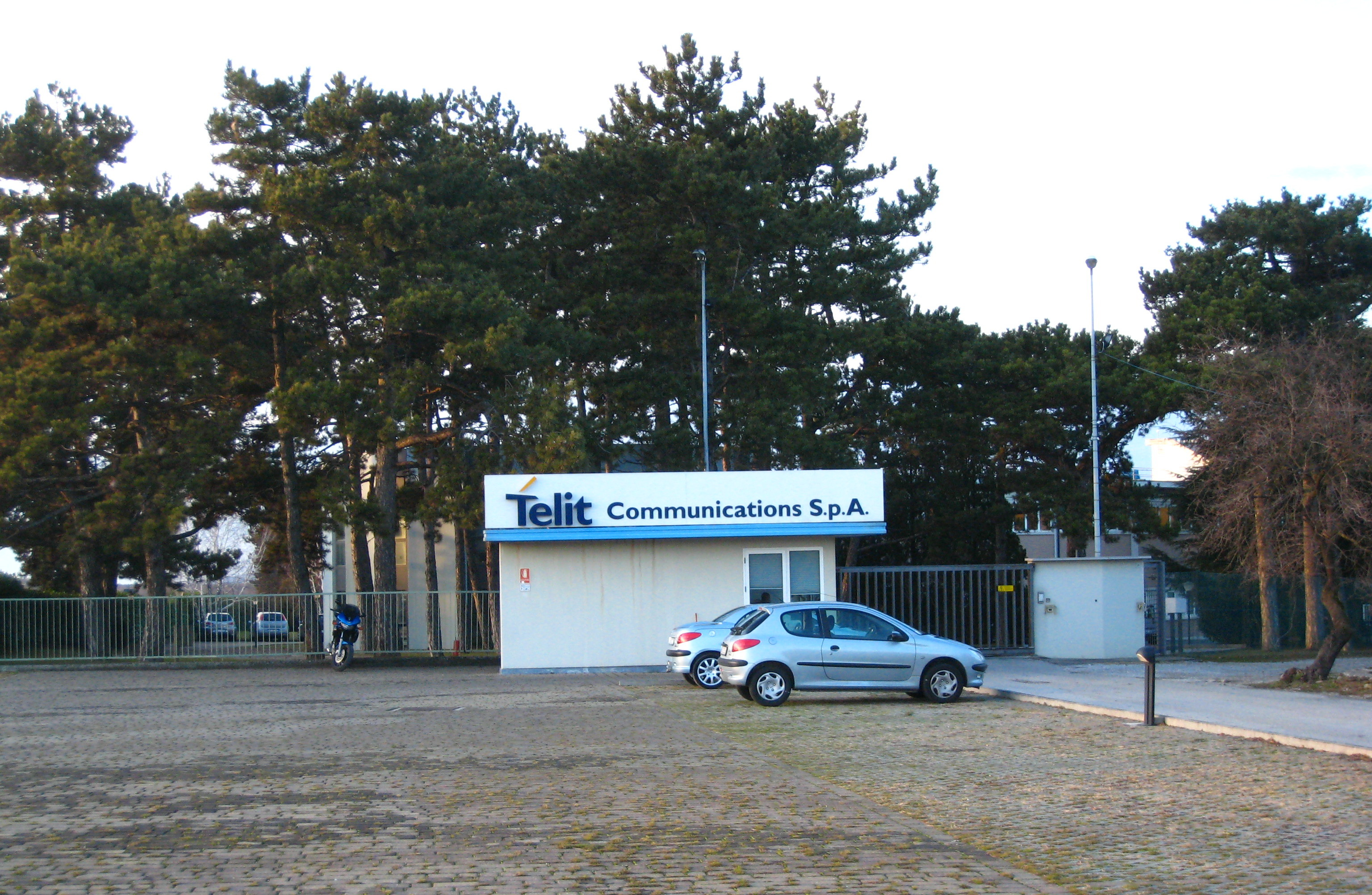
Sede di Trieste nel 2008

Telit nasce nel 1986 in Italia, a Trieste, come Telital e Telital Automotive, per opera di un gruppo di tecnici provenienti dalle comunicazioni militari. Inizia producendo telefoni portatili più piccoli dei Nokia e offrendo servizi di ricerca e sviluppo per telecomunicazioni multinazionali. Nel 1997 l'azienda avvia la produzione e la commercializzazione di prodotti con il marchio Telital. Telit ha lanciato il suo primo modulo M2M, chiamato Datablock, nel 1998.
Nel 2003, gravata dai debiti, l'azienda viene rilevata dall'israeliana Dai Telecom con l'appoggio del fondo di investimento Polar Investments in cui lavora il manager Oozi Cats. Telit rinasce come Telit Communications e nel 2005 è quotata al mercato di Londra. Nel 2007, Oozi Cats realizza un'operazione di management buyout: i manager comprano l'azienda rilevando il 28% da Polar Investiments con una cordata di imprenditori riunita attorno a Franco Bernabè. Alla presidenza dell'azienda sale Chicco Testa, un dirigente italiano che è stato presidente di Legambiente e deputato del Pci prima e del Pds poi.
Nel 2006, con l'acquisizione di Bellwave, è stata inaugurata a Seul la sede regionale in APAC (Asia e Pacifico) di Telit. Al tempo stesso sono stati aperti uffici in Nord America nello Stato del North Carolina. Sempre nel 2006, Telit ha debuttato con la sua rivista telit2market. Nel 2008, Telit ha avviato uffici di vendita e di produzione a São Paulo, in Brasile e uffici commerciali a Johannesburg, in Sudafrica e Ankara, Turchia.
Nel 2009, Telit acquisisce One RF, con sede in Francia, azienda focalizzata sullo sviluppo di 802.15.4, ZigBee e moduli tra loro connessi e a basso consumo (low-power-mesh). L'offerta comprendeva un portafoglio completo di diritti di proprietà intellettuale, che copriva soluzioni per trasmissioni radio a corto raggio (short-range protocol stack). Nello stesso anno Telit ha lanciato Infinita Services e prodotti short-range, tra cui il modulo GSM/GPRS più piccolo sul mercato: il GE865-QUAD.
Nel marzo 2011 Telit ha acquisito la Business Unit del ramo M2M di Motorola Solutions. L'acquisizione ha portato i ricavi dell'azienda a circa 180 milioni di dollari per l'esercizio chiuso al 31 dicembre 2010. Questa era equivalente a una quota pro forma di mercato di circa il 20%, in base alla relazione di Beecham Research.
Nel gennaio 2012, Telit ha acquisito Navman Wireless OEM Solutions, fornitori dei moduli GPS Jupiter, per 3 milioni di dollari. L'acquisizione ha portato a Telit un centro R&D GNSS dedicato dell'unità e l'accesso a clienti al di fuori del settore dei moduli M2M.
Nel luglio 2012, Telit ha formato una nuova business unit: m2mAIR. Il servizio era inizialmente disponibile in Europa, con rilascio programmato, successivamente, negli Stati Uniti, APAC e America Latina, nel 2013.
Più tardi, nel 2012, Telit ha lanciato il ricevitore Jupiter SL869 multi-costellazione GNSS supportato con GPS, GLONASS, Galileo e QZSS. Subito è seguito il Jupiter SE880, basato su tecnologia 3D-SiP.
Nel 2013, Telit acquisisce Crossbridge Solutions, espandendo m2mAIR in Nord America.
Telit Wireless Solutions Inc., una consociata interamente controllata da Telit Communications Plc, è entrata il 4 settembre 2013 in un accordo per l'acquisto dell'azienda statunitense ILS Technology LLC, (Bocca Raton, FL), fornitrice di una piattaforma cloud ready-to-use e off-the-shelf, per collegare i sistemi IT aziendali ai dispositivi m2m collegati e macchine per uso business-critical.
Telit Wireless Solutions Srl, società interamente controllata da Telit Communications Plc, è entrata il 22 dicembre 2013 in un accordo, soggetto a chiusura, con NXP BV, una consociata interamente controllata da NXP Semiconductors NV (Nasdaq:NXPI) per l'acquisto di NXP's ATOP. Il BoD ha annunciato le condizioni di chiusura per il completamento dell'acquisizione, effettuate il 31 marzo 2014.
Telit possiede Protocol Stack per la maggior parte delle sue tecnologie di moduli cellulari e a breve raggio. Il suo portafoglio dei moduli M2M includono prodotti GSM/GPRS, EDGE, UMTS, EV-DO, HSPA, LTE, prodotti CDMA e moduli a breve raggio in Wi-Fi, ZigBee, Short Range RF (Mesh), wireless MBus e GPS/GLONASS (Machine to Machine). La famiglia xE910 di moduli wireless dispone di un singolo form factor, che è intercambiabile sulle reti cellulari regionali.

## I dieci anni di Oozi Cats
Dopo l'operazione di management buyout del 2007, per dieci anni i vertici della società non cambiano, con Oozi Cats (Uzi Katz) alla guida del gruppo. All'inizio di agosto del 2017, un giornale italiano, Il Fatto Quotidiano, rivela che tra il 1987 e il 1992 Oozi Cats, israeliano, viveva a Boston, si faceva chiamare Uzi Katz ed era finito sotto indagine dell'FBI con tanto di mandato di arresto per una frode di 5 milioni di euro; secondo il giornale, si trattava di crediti ottenuti indebitamente dalle banche, gonfiando il valore di immobili dati in garanzia, il cui prezzo veniva fatto lievitare con compravendite fittizie. La notizia è poi ripresa dal Financial Times, da Bloomberg e dall'israeliano Calcalist.' Il titolo in Borsa ha un tracollo, il consiglio d'amministrazione di Telit Communications avvia un'indagine per una settimana e il 14 agosto 2017 Oozi Cats si dimette. La guida del gruppo passa temporaneamente a Yosi Fait, il direttore finanziario, mentre il consiglio d'amministrazione decide di sostituire l'intero vertice del gruppo con l'assunzione di tre nuovi amministratori indipendenti.

## Ricerca e Sviluppo (R&D)
Telit gestisce otto centri R&D che si trovano a Trieste (Italia), Cagliari (Italia), Caen (Francia), Lovanio (Belgio), Seul (Corea del Sud), Tel Aviv (Israele), Boca Raton (Florida, USA) Chicago (Illinois, USA) e Foothill Ranch (California, USA).
Hanno sede a Trieste il centro di ricerca e sviluppo principale e la sede principale per le funzioni globali, in cui viene effettuata la ricerca sulle tecnologie GSM, GPRS, EDGE, e GPS. L'R&D, in Sardegna, è il centro di ricerca per le altre tecnologie wireless e progetti speciali come short-range, satelliti e altre tecnologie emergenti. La sede R&D di Telit APAC a Seul è il sito per lo sviluppo dei prodotti CDMA, WCDMA, UMTS e anche il centro di competenza per specifici prodotti automobilistici. Il team di Tel Aviv supporta gli altri centri R&D a livello mondiale nel settore cellulare. L'R&D a Boca Raton è la sede centrale di ILS Technology, acquisita nel settembre 2013 e incaricata dello sviluppo della tecnologia cloud e della piattaforma applicativa di abilitazione (AEP). Il Lincolnshire R&D Center si trova nella zona di Chicago, USA: questo team R&D è responsabile per m2mAIR in Nord America. Foothill Ranch, centro di Telit di R&D nei pressi di Los Angeles, opera su GPS, QZSS, Galileo, Compass e progetti basati sulla localizzazione.